# View Askew宇宙
View Askew宇宙是一系列美國跨媒體製作與虛構世界，由身兼編劇和導演的凱文·史密斯所創作。在該宇宙的電影、電視劇和漫畫皆為史密斯的View Askew製片公司所製作。
該宇宙各電影中的演員及角色時常會出現在不同的作品中，為此部分演員有時會在不同的電影中飾演相同或不同的角色，而由傑森·繆斯與史密斯共同飾演的傑與沉默鮑勃則出現在幾乎所有的作品中。
View Askew宇宙的第一部作品為1994年電影《瘋狂店員》，這同時也是史密斯的電影處女作。該宇宙的場景時常圍繞著於紐澤西州的李奧納多、高地與雷德班克。

## 電影

### 《瘋狂店員》（1994年）
View Askew宇宙的第一部作品。故事敘述兩名中產階級的超商店員但丁·希克斯與藍道·葛雷夫斯所接觸的各種古怪事件，但丁和藍道對各事件的反應不一，而使兩人在店裡度過的這一天顯得格外瘋狂。

### 《耍酷一族》（1995年）
該片的故事設定於《瘋狂店員》的前一天。主要敘述兩名剛失去女友的年輕人布朗迪·布魯斯與T·S·昆特一同到商場逛街、鬼混，但兩人仍不放棄各自的摯愛而打算挽回一切。

### 《愛，上了癮》（1997年）
故事敘述異性戀男漫畫家霍登·麥尼爾愛上了一名女同性戀艾莉莎·瓊斯，但這也引起了霍登的合夥班奇·艾德華的不滿，因為這可能會影響到兩人合作的暢銷漫畫《直率人與慢性人》。

### 《怒犯天條》（1999年）
劇情圍繞著兩名被打入凡間的墮落天使洛奇和巴托比上，兩人打算穿越紐澤西教堂的門，以使自己不惜造成世界毀滅也要重新回到天堂；這使得一名被選中的女性貝莎妮·史隆、傑與沉默鮑勃與第十三使徒等人前去阻止。

### 《白爛賤客》（2001年）
該片由在前幾部電影擔任配角的傑與沉默鮑勃擔任主演，主要敘述兩人踏上了前往好萊塢的公路旅行，以試圖阻止《直率人和慢性人》改編電影的拍攝。

### 《瘋狂店員2》（2006年）
故事設定於《瘋狂店員》的十多年後，但丁·希克斯與藍道·葛雷夫斯因失去了原有的商店而改至一間速食餐廳工作，但性格古怪的兩人卻仍要面對發生在該餐廳中的各種麻煩。

### 《白爛賤客2》（2019年）
故事描述以傑與沉默鮑勃為原型的漫畫人物之改編電影《直率人與慢性人》將被重啟，這使失去版權的兩人試圖阻止這一切。

### 《瘋狂店員3》（2022年）
藍道·葛雷夫斯從心臟病發倖存下來後，決定與但丁·希克斯一起拍一部關於他們在超商生活的電影。

## 電視
- 《瘋狂店員：動畫系列（英语：Clerks: The Animated Series）》：《瘋狂店員》的衍生電視動畫版，共6集。
- 《MallBrats》：《耍酷一族》的續集。

## 漫畫
- 《瘋狂店員（英语：Clerks. (comics)）》：出版於1990年代的漫畫書系列，內容延續了兩位主角的冒險。
- 《Chasing Dogma（英语：Chasing Dogma）》：內容為傑與沉默鮑勃在《愛，上了癮》與《怒犯天條》間的冒險旅程，共分四個章節。漫畫的許多元素都引用於《白爛賤客》中。
- 《直率人和慢性人（英语：Bluntman and Chronic）》：由《愛，上了癮》中的霍登與班奇所「創作」的漫畫。
- 《Walt Flanagan's Dog》：其故事發生的時間點在View Askew宇宙中是最早的。
- 《Where's the Beef?》：內容為《瘋狂店員2》前的劇情。

## 備註
1. ↑  「View Askewniverse」為「View Askew Universe」的簡寫。

## 外部連結
- The View Askewniverse（页面存档备份，存于） - 公司的主頁
- News Askew
- （页面存档备份，存于） The View Askewniverse on Google maps
- Radio Interview with Kevin Smith about the Askewniverse from FBi 94.5 Sydney Australia